# 対馬文字
対馬文字（つしまもじ）は、神代文字の一種。対馬卜兆文字（-まちがたもじ）とも呼ばれる。

## 特徴
日本語の五十音を表す47種の文字からなる。撥音の「ん」に相当する文字はない。（「ん」が出来たのは室町時代以降である。）
亀卜の卜兆から生まれた文字とされ、対馬市の雷（いかつち）神社で行われる亀卜神事では、卦を読む際にこの対馬文字やアナイチが用いられる。

## 史料
平田篤胤が1819年（文政2年）に著した『神字日文伝』附録疑字篇には「日文」（ひふみ）の一種として採録されている。
同書では阿比留文字や阿比留草文字と同じく対馬卜部氏に属する阿比留家が伝えたとしているが、実際の阿比留家は対馬卜部氏ではない。
また偽書とされる竹内文書には、天日豊本葦牙気皇主身光大神天皇の時代に創られた「モモノ木文字」として登場する。